# Lyogoniosoma macracanthum
Lyogoniosoma macracanthum is een hooiwagen uit de familie Gonyleptidae.